# Nicolas François Bellart
Nicolas François Bellart, né à Paris le 20 septembre 1761 et décédé le 7 juillet 1826 à Paris, est un homme politique et magistrat français, procureur général à la Cour royale de Paris.

## Biographie

### Famille
Bellart est le fils de Nicolas Bellart, maître charron, et d'Élisabeth Taupin (tante du général et baron de l'Empire Eloi Charlemagne Taupin). Il est le frère aîné de deux sœurs: Thérèse (1765-1843), épouse André Bergeron-Danguy, et Julie (1767-1844).

### Carrière
Il fut reçu au barreau de Paris le 5 avril 1785 et s'occupa d'abord d'affaires privées. D'esprit d'abord  voltairien il fut choqué par les débordements révolutionnaires.
Après le Dix-Août il défendit un grand nombre d'accusés souvent avec succès mais il se cacha en Normandie et à Melun pendant la Terreur. Plus tard les généraux Menou et Jean-Victor Moreau lui confièrent leur défense.
Membre, puis Président, du conseil général, du département de la Seine, c'est lui qui fut l'inspirateur de la Proclamation du 1er avril 1814. Le texte appelait à désobéir à Napoléon Ier  et demandait le rétablissement du gouvernement monarchique en la personne de Louis XVIII. Cette attitude s'opposait au louvoiement de Talleyrand. Lors des Cent Jours, Bellart dut émigrer.
À la seconde Restauration, il fut nommé Procureur général à la Cour d'appel de Paris et il mit en accusation le Maréchal Ney. Ce légitimiste exprimait l'opinion de la bourgeoisie traditionnelle de Paris et s'opposait au libéralisme de la jeunesse.
Anobli par Louis XVIII en juillet 1814, il reçut la faveur de pouvoir placer une fleur de lys dans ses armes.
À partir de 1820, il fait partie de la commission des souscripteurs pour l'acquisition du Château et du Domaine de Chambord qui fut offert à Henri V, petit-fils de Charles X.
Il se fit remarquer par ses rigueurs contre la presse. Il est inhumé au cimetière du Père-Lachaise (23e division).
Outre ses plaidoyers, on a de lui un Essai sur la légitimité. Ses œuvres ont été publiées en 1828, en 6 volumes in-8.
Sa correspondance administrative est conservée au département des Manuscrits de la Bibliothèque nationale de France (NAF 28923).

## Iconographie
Une médaille posthume à l'effigie de Bellart a été exécutée par le graveur Jacques-Jean Barre. Un exemplaire en est conservé au musée Carnavalet (ND 162).

## Hommage
- Rue Bellart dans le 15e arrondissement de Paris.

## Décorations
- Grand officier de la Légion d'honneur par décret du 22 mai 1825[7].

## Armoiries
| Image | Armoiries |
| ----- | --- |
|       | Nicolas François Bellart († 1826), Avocat, Procureur général de la Cour Royale de Paris, Membre du Conseil du Roi, Président du conseil général du département de la Seine, anobli par ordonnance du 27 juillet 1814 dont il reçut confirmation par lettres patentes du roi Louis XVIII du 24 août 1816 Tranché d'azur à la fleur de lys d'or et d'argent à la cognée de sable. |